# Gary Go
Gary Go, pseudonimo di Gary Baker (Londra, 16 maggio 1985), è un cantautore, musicista e compositore britannico.

## Biografia
Nato e cresciuto nei pressi dello stadio di Wembley a Londra, figlio del produttore del Muppet Show e cugino di uno dei musicisti di Björk, fin da piccolo viene influenzato dagli scritti di Paul Auster e Arthur Miller e da figure musicali come David Bowie e Trent Reznor. Fin da piccolo dimostra abilità nella scrittura, già a otto anni scrive un originale testo incentrato su un piccolo villaggio ubicato all'interno di una pancia.
Gary Go è autore dei suoi brani, che compone con l'utilizzo di piano, tastiere e chitarra. Si è fatto notare nel 2007 pubblicando l'EP The Diary of Rodney Harvey, ispirato dalla tragica morte del promettente attore. Successivamente crea una propria etichetta indipendente chiamata The Canvas Room, dove inizia a scrivere e registrare il suo album di debutto, le registrazioni hanno luogo tra Londra, Praga e New York. Messo sotto contratto con la Decca Records, inizia un tour promozionale proponendo i suoi lavori e facendo da supporto ad artisti come The Script, The Feeling e Amy Macdonald.
Il suo singolo di debutto si intitola Wonderful ed è stato pubblicato il 16 febbraio 2009. Il suo omonimo album è stato pubblicato nel maggio 2009, inoltre è stato annunciato che il cantante aprirà le date estive del tour dei Take That.
Nel 2011 ha pubblicato 2 brani con il dj italiano Benny Benassi: Cinema, che è diventato disco di platino, e Close to Me.
Il 16 gennaio 2012 ha annunciato sulla sua pagina ufficiale il duetto con Emma Marrone in occasione della 62ª edizione del Festival di Sanremo. I due infatti hanno poi cantato, in occasione della serata dedicata all'Italia nel mondo, If paradise is half as nice (Il paradiso resa famosa da Patty Pravo) e Wonderful.
Nel corso della sua carriera Gary Go ha inoltre collaborato come autore e produttore per artisti quali Rihanna, Robbie Williams, Take That, Steve Angello, Ruby Rose, Kylie Minogue, Simply Red, The 2 Bears, Ronan Keating, Joseph Arthur, Katharine McPhee, Carina Round, Laleh Pourkarim e Juliette Lewis.

## Discografia

### Album in studio
- 2009 - Gary Go
- 2020 - Love Lost Freedom Found

### EP
- 2006 - So So... EP (2006)
- 2007 - The Diary of Rodney Harvey
- 2009 - Napster Live Sessions
- 2009 - The Heart Balloon
- 2012 - Now Was Once The Future

### Singoli
- 2009 - Wonderful
- 2009 - Open Arms
- 2009 - Engines
- 2012 - Superfuture
- 2015 - Crying Sound
- 2018 - Cinema - Acoustic

### Collaborazioni
- 2010 - Cinema - Benny Benassi feat. Gary Go
- 2011 - Control - Benny Benassi feat. Gary Go
- 2011 - Close to Me - Benny Benassi feat. Gary Go
- 2011 - Magic - The Knocks ft. Gary Go
- 2014 - Let This Last Forever - Benny Benassi feat. Gary Go
- 2015 - Prisoner - Steve Angello ft. Gary Go

## Filmografia

### Compositore
- Friend Request - La morte ha il tuo profilo (Friend Request), regia di Simon Verhoeven (2016)
- Benvenuto in Germania! (Willkommen bei den Hartmanns), regia di Simon Verhoeven (2016)